# Galikesch (Verwaltungsbezirk)
Galikesch (persisch شهرستان گمیشان, DMG Gālikasch) ist ein Schahrestan in der Provinz Golestan im Iran. Er enthält die Stadt Galikesch, welche die Hauptstadt des Verwaltungsbezirks ist. Der Verwaltungsbezirk entstand 2010 aus Teilen von Minudascht.

## Kreise
- Zentral (بخش مرکزی)
- Loweh (بخش لوه)

## Demografie
Bei der Volkszählung 2016 betrug die Einwohnerzahl des Schahrestan 63.173. Die Alphabetisierung lag bei 84 Prozent der Bevölkerung. Knapp 37 Prozent der Bevölkerung lebten in urbanen Regionen.
| Zensusjahr | Einwohnerzahl |
| ---------- | ------------- |
| 2011       | 59.975        |
| 2016       | 63.173        |